# Diócesis de Leeuwarden
La diócesis de Leeuwarden (en latín: Dioecesis Leowardensis y en neerlandés: Bisdom Leeuwarden) fue una circunscripción eclesiástica de la Iglesia católica en Países Bajos. Se trataba de una diócesis latina, sufragánea de la arquidiócesis de Utrecht. Fue suprimida de hecho al morir su último obispo católico el 15 de febrero de 1580.

## Territorio y organización
La diócesis extendía su jurisdicción sobre los fieles católicos de rito latino residentes en la provincia de Frisia, incluyendo las islas de Terschelling y Ameland.
La sede de la diócesis se encontraba en la ciudad de Leeuwarden, en donde se encontraba la Catedral de San Vito, demolida a finales del siglo XVI. Del edificio actual sólo queda la torre, la Oldehove.

## Historia
Ya en el curso de la primera mitad del siglo XVI, después de que las Diecisiete Provincias, de las que formaban parte los actuales Países Bajos, entraron a formar parte de los territorios sometidos al dominio del emperador Carlos V, fue proyectada una reorganización eclesiástica de los Países Bajos españoles, pero los proyectos de 1525 y de 1551-1552 no se realizaron.
Sólo con el advenimiento del rey Felipe II en 1556 se pudo iniciar la redefinición de la geografía eclesiástica de las posesiones españolas. Una comisión especial redactó un extenso informe, acompañado de mapas geográficos, sobre la oportunidad de iniciar un programa de erección de nuevas diócesis que, en el contexto de la Contrarreforma, favoreciera una intensificación de la vigilancia pastoral, con miras a poner un freno a la corrupción y la decadencia moral en el clero, y al mismo tiempo poder limitar el progreso de las ideas teológicas de los reformadores alemanes y suizos.
El 12 de mayo de 1559, mediante la bula Super universas, el papa Paulo IV erigió 14 nuevas diócesis, entre ellas la de Leeuwarden, que, junto con las cuatro preexistentes, formaron tres nuevas provincias eclesiásticas, a saber, Cambrai, Malinas y Utrecht. La nueva diócesis de Leeuwarden pasó a ser sufragánea de la última arquidiócesis, de la que había sido creada. La bula estipulaba que los obispos fueran nombrados por el rey, nombramiento al que seguiría la institución canónica realizada por la Santa Sede.
Sin embargo, la bula Super universas no definía los límites de las diócesis, no establecía el número de parroquias y sobre todo no preveía los medios de subsistencia de las mensas episcopales. Una comisión encargada de estudiar estos aspectos trabajó durante más de dos años, y recién el 7 de agosto de 1561 se publicó la bula Regimini universalis ecclesiae del papa Pío IV, que finalmente dio una fisonomía territorial a la diócesis de Leeuwarden, que comprendía aproximadamente el territorio de la actual provincia de Frisia. El territorio se derivó en gran parte de la arquidiócesis de Utrecht.
Las provincias del noreste de los Países Bajos, sin embargo, se opusieron a esta organización eclesiástica, por temor a que reforzara la influencia española en esas regiones, que solo unas décadas antes se habían convertido en posesiones españolas. 
En el mismo mes fue nombrado el primer obispo, Remigius Driutius, profesor de derecho civil y de derecho canónico en la Universidad de Lovaina, pero nunca tomó posesión de la sede y en 1569 fue trasladado a la sede de Brujas. Le sucedió Cunerus Petri (Koen Pieters), quien publicó los decretos del Concilio de Trento en su diócesis el 26 de febrero de 1570 y celebró un sínodo diocesano el 15 de abril. Esto sólo fue posible con la seguridad de las tropas del duque de Alba.
En 1578, durante la guerra de los Ochenta Años (cuando los Habsburgo católicos perdieron las provincias del norte), el obispo Petri fue capturado por el estatúder (gobernador) rebelde de Frisia, George de Lalaing, conde de Rennenberg, y encarcelado en Harlingen. El obispo murió exiliado en Alemania en 1580. En 1579, Rennenberg confiscó los ingresos de la diócesis y los transfirió a los estados de Frisia. La diócesis fue suprimida legalmente, junto con el culto católico, en 1580. Desde 1592, el territorio diocesano formó parte eclesiásticamente de la Misión Holandesa .
Desde el 26 de noviembre de 2005 la diócesis de Groninga añadió el nombre de Leeuwarden en recuerdo de la antigua diócesis, pasando a llamarse diócesis de Groninga-Leeuwarden.

## Episcopologio

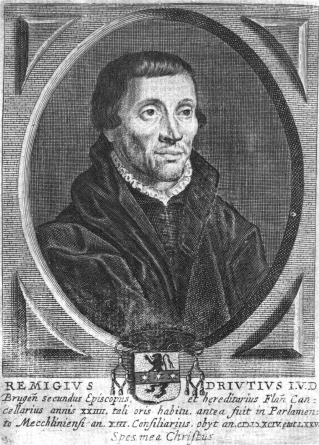
Obispo Remi Drieux

- Remi Drieux (Remigius Driutius) † (8 de agosto de 1561-16 de septiembre de 1569 nombrado obispo de Brujas)
- Cuneris Petri † (16 de septiembre de 1569-15 de febrero de 1580 falleció)